# تهويد القدس

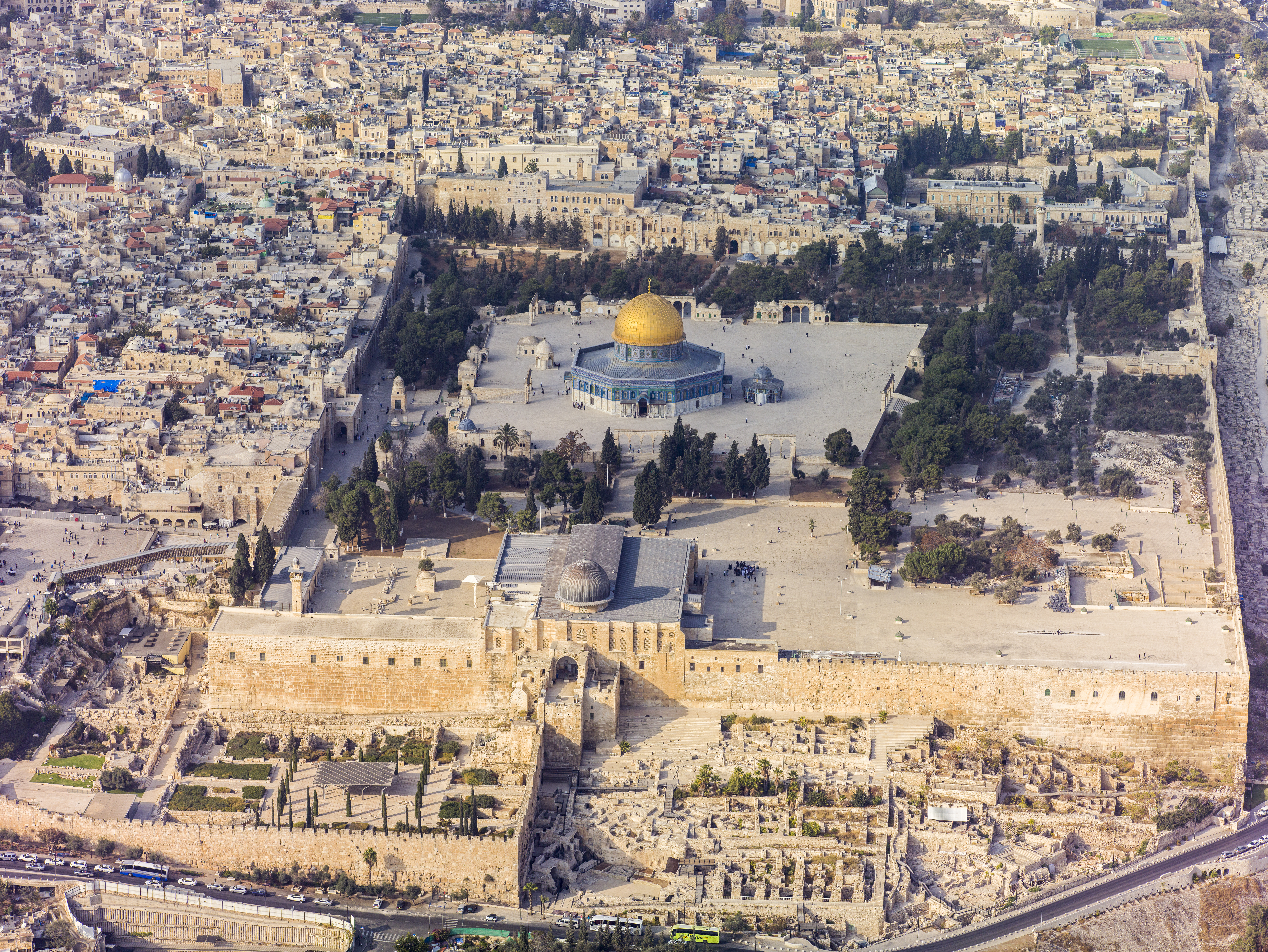

تهويد القدس هو مصطلح يصف ما يعتبره البعض المحاولات المستمرة من الاحتلال الإسرائيلي لنزع الهوية الإسلامية والمسيحية التاريخية من مدينة القدس وفرض طابع مستحدث جديد وهو الطابع اليهودي.

## وسائل تهويد القدس
منذ أن قامت إسرائيل باحتلال مدينة القدس عام 1967، وهي تعمل جاهدة للسيطرة عليها وتغيير معالمها بهدف تهويدها وإنهاء الوجود العربي فيها، وقد استخدمت لأجل ذلك الكثير من الوسائل وقامت بالعديد من الإجراءات ضد المدينة وسكانها، حيث كان الاستيطان في المدينة وفي الأراضي التابعة لها أحد أهم الوسائل لتحقيق هدف اليهود الأساسي تجاه مدينة القدس.

### الاستيطان ومصادرة الأراضي
سعى الكيان الإسرائيلى خلال العقود الماضية إلى استكمال مخططه الاستيطاني الهادف للسيطرة الكاملة على مدينة القدس، حيث عمل على تحقيق ذلك من خلال توسيع ما يسمى بحدود القدس شرقا وشمالا، وذلك بضم مستوطنة معاليه أدوميم التي يقطنها حوالي 20 ألف نسمة، كمستوطنة رئيسية من الشرق، إضافة إلى المستوطنات العسكرية الصغيرة مثل «عنتوت، ميشور، أدوميم، كدار، كفعات بنيامين» من الجهة الشرقية، «وكخاف يعقوب، كفعات زئييف، كفعات حدشا، كفعات هاردار» من الشمال.
مما أدى إلى مضاعفة عدد المستوطنين وفي نفس الوقت قللت نسبة السكان العرب الفلسطينيين الذين يشكلون ثلث سكان القدس أي حوالي 220 ألف نسمة بما فيها الجزء المضموم 380 ألف نسمة، مع العلم أن عدد المستوطنين في القدس الشرقية يساوي عدد المستوطنين في الضفة الغربية وقطاع غزة (180 ألف مستوطن).
ومن الجدير ذكره أن عدد المستوطنات في القدس حسب إحصائيات مركز أبحاث الأراضي 29 مستوطنة، 14 منها في الجزء المضموم من القدس أي ما يسمى حدود القدس الشرقية، وتنتشر هذه المستوطنات في لواء القدس على شكل تجمعات استيطانية مكثفة تتخذ الشكل الدائري حول المدينة وضواحيها ممثلة بمراكز استيطانية كبيرة المساحة.
ويشار أيضا إلى أن حدود البلدية (القدس الغربية) تم بشكل رسمي توسيعها ولكنة عمليا تم الاستيلاء على 72 كم مربعا بقرارات مختلفة وبتقييد التمدد العمراني في القدس وتحويل المناطق إلى مستوطنات يهودية كما حدث مع جبل أبو غنيم.

## عدد عمليات الهدم والمنشآت في مدينة القدس عام 2020
وثق مكتب الأمم المتحدة لتنسيق الشؤون الإنسانية (أوتشا)أن سياسة عمليات الهدم ومصادرة المباني التي يمتلكها الفلسطينيون مابين شهري آذار/مارس وآب/أغسطس 2020 كان 389مبنى؛ أي مابيقارب 65مبنى شهريًا.
وبحسب أوتشا، وبمقارنةً بالأشهر الخمسة تلك؛ فإنه يمثل أعلى نسبة لمعدل عمليات الهدم في الأربع السنوات الأخيرة:52 مبنى عام 2019 و38مبنى عام 2018 و35مبنى عام 2017.
أدت عمليات الهدم الإسرائيلية إلى تشريد 442 فلسطينيا بين شهري آذار/مارس وآب/أغسطس. وفي شهر آب/أغسطس وحده فقد تم تشريد 205 من الأشخاص، وهو عدد فاق ويفوق من تم تشريدهم في شهر واحد منذ كانزن الثاني/يناير 2017.
الآثار المترتبة على الاستيطان اليهودي في القدس وضواحيها:
لا شك في أن لعملية الاستيطان اليهودية في القدس وضواحيها آثار كبيرة على السكان الفلسطينيين يمكن إجمال هذه الآثار بالنقاط التالية:
1. مصادرة آلاف الدونمات من الأراضي التابعة للقرى التي أقيمت عليها المستوطنات.
2. تطويق التجمعات السكنية الفلسطينية والحد من توسعها.
3. تهديد بعض التجمعات السكانية الفلسطينية بالإزالة.
4. إبقاء فلسطيني القدس وضواحيها العزل في حالة خوف ورعب دائمين، من خلال الاعتداءات المتكررة عليهم من قبل المستوطنين المدججين بالسلاح.
5. عزل مدينة القدس وضواحيها عن محيطها الفلسطيني في الشمال والجنوب.
6. فصل شمال الضفة عن جنوبها، والتحكم في حركة الفلسطينيين بين شمال الضفة الغربية وجنوبها.
7. قطع لتواصل الجغرافي بين أنحاء الضفة الغربية وتقسيمها إلى بقع متناثرة والحيلولة بالتالي دون إقامة دولة فلسطينية ذات سيادة.
8. تشويه النمط العمراني الرائع للقدس العتيقة والقرى الفلسطينية المحيطة.
9. هدم المسجد الأقصى وإقامة الهيكل المزعوم مكانه.

### تهجير الفلسطينيين وسحب الهويات منهم
تعتبر سياسة تهجير الفلسطينيين من مدينة القدس أحد الوسائل المعتمدة لدى دولة الاحتلال الإسرائيلي من أجل خلق واقع جديد يكون فيه اليهود النسبة الغالبة في مدينة القدس، وقد وضعت الحكومات المتعاقبة لدولة الاحتلال مخططات من أجل ذلك، نتبين ذلك من خلال:
- التصريحات التي أعلنها رئيس الوزراء (أرئيل شارون) بمناسبة الذكرى الثامنة والثلاثين لاحتلال القدس الشرقية، والتي واصل فيها أكاذيبة بالإعلان عن أن القدس ملك لإسرائيل وأنها لن تكون بعد اليوم ملكا للأجانب.
- ما أعلنه شيمون بيرز بضرورة التهجير الجماعي للفلسطينيين من مدينة القدس والذين يقدر عددهم بنحو 240 ألف مواطن.
- بيان صادر عن مجلس وزراء دولة الاحتلال بعنوان «خطة تنمية القدس» تضم تنفيذ مخطط استيطاني جديد يشمل هدم 68 مسكنا فلسطينيا وتشريد 200 عائلة من سكانها بحي البستان في بلدة سلوان.
- كما يشمل تنشيط المنظمات اليهودية المتطرفة لجذب أموال اليهود الأمريكيين من الأثرياء لشراء ممتلكات في القدس في صفقات مشبوهة.
- مشروع قرار مجلس الشيوخ الأمريكي الذي يشترط الاعتراف بمدينة القدس عاصمة موحدة لإسرائيل مقابل الاعتراف بالدولة الفلسطينية مستقبلا، بهذه الإجراءات تحاول دولة إسرائيل باستماتة فرض الأمر الواقع على الأرض، وإدخال قضية القدس هذه المرحلة الخطيرة، كما تشكل هذه الإجراءات انتهاكا صارخا للقرارات والقوانين الشرعية الدولية، حيث ينص قرار مجلس الأمن 242 على أن القدس الشرقية والضفة الغربية والقطاع، ضمن الأراضي العربية المحتلة عام 1967.
- مما يقتضي عودة إسرائيل إلى حدودها، وهو ما شملته أيضا رؤية بوش وخريطة الطريق والمبادرة العربية.

كما عملت حكومات الاحتلال الإسرائيلي المتعاقبة على تنفيذ توصية اللجنة الوزارية لشؤون القدس لعام 1973 برئاسة غولدا مائير والتي تقضي بأن لا يتجاوز عدد السكان الفلسطينيون في القدس 22% من المجموع العام للسكان، لذلك فقد لجأت سلطات الاحتلال إلى استخدام الكثير من الأساليب لتنفيذ هذه الوصية والتي كان آخرها سحب الهويات من السكان العرب في القدس.

### المساندة الدولية الموقف الأمريكي نموذجا
في إطار الدعم الأمريكي لدولة الاحتلال الإسرائيلي، يحاول الأمريكان جاهدين فرض سياسة الأمر الواقع على مدينة القدس كعاصمة موحدة لدولة الكيان الإسرائيلي ويتبين ذلك من خلال جملة من الخطوات التي تم اتخاذها أهمها:
1- نجحت لجنة العلاقات العامة الأمريكية الإسرائيلية إيباك، إحدى جماعات الضغط الإسرائيلية في الولايات المتحدة في دفع أحد رجال الكونغرس إلى تقديم مسودة مشروع قرار يطالب بالاعتراف بالقدس كعاصمة لإسرائيل لا تقبل التقسيم.
2-يشمل مشروع القانون الذي تقدم به السيناتور بروادنباك في 19/4/2005 الآتي:
أ- يجري تداول مشروع في مجلس الشيوخ والكونغرس يدعو للاعتراف بالقدس كعاصمة غير مقسمة لإسرائيل قبل 180 يوما من اعتراف الولايات المتحدة بالدولة الفلسطينية.
ب- تشريع مشترك:
من أجل توفير الاعتراف بالقدس كعاصمة غير مقسمة لإسرائيل قبل اعتراف الولايات المتحدة بالدولة الفلسطينية ولغايات أخرى، فإن مجلس الشيوخ (الكونغرس) الأمريكي يقرر:
الجزء الأولهذا التشريع المشترك يمكن تسميته بتشريع القدس.
الجزء الثانيتوصل الكونغرس إلى النتائج المغلوطة التالية:
1. لقد كانت القدس عاصمة الشعب اليهودي لأكثر من 3 آلاف عام.
2. لم تكن القدس أبدا عاصمة لأي دولة أخرى غير الشعب اليهودي.
3. القدس مركزية لليهودية وقد ذكرت في التوراة أنجيل اليهود – 766 مرة.
4. لم تذكر بالاسم في القرآن.
5. القدس هي مقر الحكومة الإسرائيلية بما فيها الرئيس والبرلمان والمحكمة العليا.
6. ينص قانون الولايات المتحدة الأمريكية على أن سياسة الولايات المتحدة هي أن القدس يجب أن تكون العاصمة غير المقسمة لإسرائيل.
7. لكل دولة سيادية الحق في تحديد عاصمتها.
8. إسرائيل هي الدولة الوحيدة التي لا تقيم فيها الولايات المتحدة سفارة في المدينة المعلنة كعاصمة ولا تعترف بالمدينة كعاصمة.
9. يجب السماح لمواطني إسرائيل بحرية العبادة طبقا لتقاليدهم.
10. تدعم إسرائيل الحرية الدينية لجميع المعتقدات.
11. يعبر نقل السفارة الأمريكية في إسرائيل من تل أبيب إلى القدس عن دعم الولايات المتحدة المتواصل لإسرائيل وللقدس غير المقسمة.

الجزء الثالث
يتم نقل موقع سفارة الولايات المتحدة في إسرائيل من تل أبيب إلى القدس في مدة لا تزيد عن 180 يوما قبل الاعتراف بالدولة الفلسطينية.
الجزء الرابع
الاعتراف بالقدس غير المقسمة عاصمة لإسرائيل لن تعترف الولايات المتحدة بالدولة الفلسطينية حتى قيام المجتمع الدولي بحل وضع القدس بالاعتراف بالمدينة على أنها العاصمة غير المقسمة لإسرائيل.
الجزء الخامس
موقف الكونغرس من حرية العبادة يتمثل موقف الكونغرس في وجوب السماح لمواطني (إسرائيل) كحق أساسي من حقوق الإنسان المعترف بها من الولايات المتحدة، وقرار الجمعية العامة للأمم المتحدة رقم 181 الصادر في29 نوفمبر 1947 بالعبادة بحرية وطبقا لتقاليدهم.

### إصدار القوانين

#### قانون التنظيم والتخطيط
كان من الأساليب المبتكرة لسلطات الاحتلال من أجل تهويد مدينة القدس إصدار ما يسمى بقانون التنظيم والتخطيط، الذي انبثق عنه مجموعة من الخطوات الإدارية والقانونية المعقدة والتعجيزية في مجالات الترخيص والبناء، بحيث أدى ذلك إلى تحويل ما يزيد على 40% من مساحة القدس إلى مناطق خضراء يمنع البناء للفلسطينيين عليها، وتستخدم كاحتياط لبناء المستوطنات كما حدث في جبل أبو غنيم، وقد دفعت هذه الإجراءات إلى هجرة سكانية عربية من القدس إلى الأحياء المحيطة بالمدينة نظرا إلى سهولة البناء والتكاليف.
وفي العام 1993 بدأت مرحلة أخرى من تهويد القدس، وهي عبارة عن رسم حدود جديدة للمدينة (القدس الكبرى) المتروبوليتان، وتشمل أراضي تبلغ مساحتها 600 كم2 أو ما يعادل 10% من مساحة الضفة الغربية لتبدأ حلقة جديدة من إقامة مستوطنات خارج حدود المدينة هدفها الأساسي هو التواصل الإقليمي والجغرافي بين تلك المستوطنات لإحكام السيطرة الكاملة على مدينة القدس.
قانون منع الأذان عبر مكبرات الصوت
في شهر نوفمبر 2016، أقرت لجنة وزارية إسرائيلية خاصة مشروع قانون لمنع رفع الأذان عبر مكبرات الصوت في مساجد القدس والمناطق القريبة من المستوطنات وداخل الخط الأخضر. بعد المصادقة على القرار، قامت السلطات الإسرائيلية باقتحام عدة مساجد في مدينة القدس ومنعت المؤذنين من رفع الأذان عبر مكبرات الصوت. وبحسب إحصاءات تقديرية، فإن الحظر سيطال نحو 600 مسجد في مناطق القدس والخط الأخضر.

### الانتهاكات الإسرائيلية بحق المسجد الأقصى خلال يناير 2016
- 3/1/2016    مجموعات من المستوطنين تقتحم المسجد الأقصي من باب المغاربة بحراسة معززة ومشددة من عناصر الوحدات الخاصة والتدخل السريع في شرطة الاحتلال.
- 4/1/2016  اقتحام المسجد الأقصي من قبل المستوطنين من جهة باب المغاربة وسط حماية معززة ومشددة من قوات الاحتلال الإسرائيلي الخاصة.
- 5/1/2016  قوات الاحتلال تعتدي على رئيس حراس المسجد وبعض الحراس في منطقة باب الرحمة المعروفة باسم 'الحُرش' بالضرب، التي تقع بين باب الأسباط والمُصلى المرواني.
- 6/1/2016 المسجد الاقصى المبارك يشهد، اقتحامات جديدة لعصابات المستوطنين بحراساتٍ معززة ومشددة من عناصر الوحدات الخاصة والتدخل السريع بشرطة الاحتلال.
- 12/1/2016 المصلون وحراس المسجد الاقصى يتصدون لمستوطن يهودي أدى طقوساً وشعائر تلمودية في المسجد الاقصى المبارك.[7]

## وصلات خارجية
- تهويد التعليم في مقدمة المخططات «الإسرائيلية» لتهويد القدس الشريف
- كتاب عن تهويد القدس